# المركز الإقليمي العربي للتراث العالمي
المركز الإقليمي العربي للتراث العالمي هو مركز من الفئة الثانية تحت رعاية اليونسكو حيث تأسست كمؤسسة عامة بحرينية مستقلة في 2010.
الغرض من المركز هو تعزيز تنفيذ اتفاقية التراث العالمي في منطقة الدول العربية من خلال تعزيز المعرفة منه وتعزيز المبادئ التوجيهية التشغيلية والتعاون بين الدول الأطراف في منطقة الدول العربية.
المركز معني بالرد على أحكام الاستراتيجية العالمية لقائمة التراث العالمي الممثلة والمتوازنة وذات مصداقية ويهدف أيضا للمساعدة في تنفيذ الاستراتيجية العالمية لتدريب التراث العالمي الثقافي والطبيعي .
لدى المركز 19 دولة عضو وهي: الجزائر والبحرين ومصر والعراق والأردن والكويت ولبنان وليبيا وموريتانيا والمغرب وعمان وفلسطين وقطر والمملكة العربية السعودية والسودان وسوريا وتونس والإمارات العربية المتحدة واليمن.
الهدف الرئيسي من المركز هو مساعدة الدول الأطراف في تنفيذ اتفاقية التراث العالمي في منطقة الدول العربية على ثلاثة محاور رئيسية هي: المعلومات والمساعدة واللوجستية والمالية.

## التاريخ
أنشئ المركز الإقليمي العربي للتراث العالمي بموجب المرسوم الملكي الصادر في 16 ديسمبر 2010 في أعقاب المؤتمر العام لليونسكو في دورته 35 في عام 2009. صدق المجلسين التشريعيين الاثنين على الاتفاق بين اليونسكو وحكومة البحرين. وقعت الاتفاقية في أعقاب قرار المؤتمر العام (الدورة 35) في فبراير 2010 من قبل المديرة العامة لليونسكو إيرينا بوكوفا ووزير الثقافة البحرينية الشيخة مي بنت محمد آل خليفة.
اعتبارا من 23 ديسمبر 2011 تم الانتهاء من جميع الإجراءات المتعلقة بالاتفاق على استلام رسالة التنفيذ تحت إشراف اليونسكو. بعد بدء نفاذ هذا الاتفاق عقد الاجتماع الأول لمجلس الإدارة في 28 أبريل 2012 للموافقة على اللوائح الداخلية وتجنيد الفريق المؤسس للمركز والموافقة على خطة عمل العام الأول.

## النشاطات
ينظم المركز أنشطته على ثلاثة محاور رئيسية:
1. توفير المعلومات المتعلقة باتفاقية التراث العالمي وتطبيقه بما في ذلك تطوير وإدارة موقع باللغة العربية على الإنترنت وترجمة ونشر الوثائق ذات الصلة وتشجيع إنشاء برامج المحافظة الجديدة في الجامعات في كل العالم العربي.
2. تقديم المساعدة للدول الأطراف في المنطقة لتحسين قدرتها على تنفيذ الاتفاقية (بما في ذلك فهم السياسة والمفاهيم والنظام الداخلي وإعداد قوائم مؤقتة وإعداد الترشيحات ورصد حالة الصون وبرامج التعليم الخ) عن طريق تسهيل تنظيم دورات تدريبية مناسبة في مقر المركز أو في أي مكان آخر في المنطقة والاستجابة لطلبات الدولة الطرف للحصول على المساعدة.
3. توفير الدعم اللوجستي والمالي للأنشطة الإقليمية في دعم الاتفاقية بما في ذلك استضافة الاجتماعات والمؤتمرات وحلقات العمل التدريبية أو المعارض في المنطقة وتحديد المرافق الملائمة والخدمات (قاعات المحاضرات والمعدات والمترجمين الأكفاء، الخ) للاجتماعات المقررة للمركز والمؤسسات الدولية الأخرى في المنطقة وجمع الأموال لدعم أنشطة التراث العالمي في المنطقة.

## العلاقات مع الوكالات الدولية
سوف يقوم المركز بتحقيق أهدافه في تنسيق وثيق مع الوكالات والمبادرات والبرامج الدولية والإقليمية والوطنية القائمة المعنية بالتراث العالمي في منطقة الدول العربية بما في ذلك على سبيل المثال لا الحصر:
- منظمات دولية مثل المركز الدولي لدراسة صون وترميم الممتلكات الثقافية وعلى وجه الخصوص برنامج أطهر ل«حماية وتعزيز التراث الثقافي الغني في المنطقة العربية» والاتحاد الدولي لحفظ الطبيعة والمجلس الدولي للمعالم والمواقع.
- المنظمات الإقليمية مثل منظمة الألكسو (المنظمة العربية للتربية والثقافة والعلوم) في تونس والمنظمة الإقليمية لحماية البيئة البحرية في الكويت والهيئة الإقليمية للمحافظة على بيئة البحر الأحمر وخليج عدن في جدة.
- وكالات الحفظ الوطنية (مختلف الإدارات ومديريات الآثار في المنطقة) ومنظمات الحفاظ على البيئة الوطنية مثل برنامج الأمم المتحدة للبيئة (مركز توثيق التراث الحضاري والطبيعي) في مصر التابع لمكتبة الإسكندرية وبدعم من وزارة الاتصالات ومعلومات التكنولوجيا من مصر).